# Universidade Veiga de Almeida
Universidade Veiga de Almeida (UVA) é uma instituição privada de ensino superior brasileira localizada nas cidades fluminenses do Rio de Janeiro e de Cabo Frio. É uma das melhores universidades privadas do Rio de Janeiro. A universidade possui quatro campi no município do Rio de Janeiro e um no município de Cabo Frio. Conta com um centro de pesquisa na área da saúde na Praça da Bandeira e um teatro no Maracanã. Foi avaliada com conceito 4 no Conceito Institucional (CI) do Ministério da Educação (MEC) desde 2009. A instituição possui diversos polos virtuais.